# Paisatge amb Moisès salvat de les aigües del Nil
Paisatge amb Moisès salvat de les aigües del Nil és un quadre realitzat pel pintor francès del barroc Claude Lorrain. Mesura 209 cm d'alçada i 138 cm de llargada, i està pintat a l'oli sobre llenç. Data dels anys 1639-1640.
Va ser un encàrrec del rei d'Espanya Felip IV per decorar el Palau del Buen Retiro (en concret per a la Galeria de Paisatges), formant part d'una sèrie pictòrica en la qual també van participar altres grans pintors de l'època, com Nicolas Poussin, Herman van Swanevelt, Jan Both, Gaspard Dughet i Jean Lemaire. De la col·lecció real va passar al Museu del Prado de Madrid, on s'exposa actualment (núm. de catàleg 2253).
Lorrain va realitzar vuit quadres monumentals per al Buen Retiro, en dos grups: quatre de format longitudinal (1635-38: Paisatge amb les temptacions de Sant Antoni, Paisatge amb Sant Onofre, Paisatge amb Santa María de Cervelló i una quarta desconeguda) i quatre de format vertical (1639-41: Paisatge amb Tobies i l'Arcàngel Rafael, Paisatge amb l'embarcament en Òstia de Santa Paula Romana, Paisatge amb Moisès salvat de les aigües del Nil, Paisatge amb l'enterrament de Santa Seràpia). El programa iconogràfic, pres de la Bíblia i Llegenda àuria, va ser triat pel comte-duc d'Olivares, que dirigia les obres.

## Descripció
Es tracta d'una escena religiosa: en néixer Moisès, el faraó va ordenar que tot fill home d'un esclau hebreu fos llançat al Nil. La seva mare, Iojebed, en donar a llum, ho va amagar durant els tres primers mesos, però quan no va poder ocultar-ho més ho va col·locar en una cistella i ho va posar a la deriva en el riu Nil, amb tan bona sort que va ser trobat per la filla del faraó, Batia, qui li va cridar Moisés («segó de les aigües»).
L'artista Lorrain desplega en aquesta obra una de les seves composicions típiques, on la figura humana està reduïda al mínim i solament és un pretext per atorgar un assumpte a l'obra, mentre que el protagonisme ho adquireix el paisatge, un vast panorama majestuós i bucòlic, evocador d'un passat esplendorós, on té un paper fonamental l'intens cromatisme i els efectes lumínics i atmosfèrics. L'artista recrea una escena anacrònica, ja que en comptes de situar-se a Egipte el paisatge correspon al de la campiña romana que tan ben coneixia l'artista, i les construccions i el pont que es veuen en lontanaza són coetànies de Lorrain.
La composició d'aquest quadre va ser repetida per l'artista en altres obres, com a Descans en la Fugida a Egipte (Col·lecció Cavendish, Hollzer Hall) i Paisatge amb Agar i l'Àngel (National Gallery, Londres).
Aquest quadre formava parella (pendant) amb Paisatge amb l'enterrament de Santa Seràpia, també en el Museu del Prado: mentre Moisés representa el naixement, Santa Seràpia significa la mort, simbolitzant el pas del temps.
Aquesta obra figura en el Liber Veritatis (quadern de dibuixos on Claudio deixava constància de totes les seves obres, per evitar les falsificacions) amb el número 47, on consta la inscripció quadro per il Re di Spagna.